# Vance Johnson
(en) Statistiques sur pro-football-reference
Vance Edward Johnson, né le 13 mars 1963 à Trenton (New Jersey), est un joueur américain de football américain ayant évolué au poste de wide receiver.
Étudiant à l'Université d'Arizona, il a joué pour les Arizona Wildcats. Il fut drafté en 1985 à la 31e place (deuxième tour) par les Broncos de Denver. Il effectua toute sa carrière avec cette franchise.
Il a disputé trois Super Bowls avec les Broncos, perdus tous les trois, en 1987, 1988 et 1990.
Il a composé, au sein des Broncos, en compagnie de Ricky Nattiel et Mark Jackson, un trio de receveurs surnommés « The Three Amigos ».
Dans sa carrière, il réceptionna 415 ballons pour 5 695 yards et courut à 17 reprises pour un gain total de 44 yards.